# Benemeriti dell'istruzione elementare e materna
La benemerenza dell'istruzione elementare e materna è una ricompensa conferita a partire dal 1928 dal Regno d'Italia prima e dal 1946 dalla Repubblica Italiana poi.

## Istituzione
La benemerenza fu istituita dall'articolo n. 384 del Regio decreto n. 1297 del 26 aprile 1928 “Approvazione del regolamento generale sui servizi dell'istruzione elementare”, pubblicato nel Supplemento ordinario alla Gazzetta ufficiale del Regno d'Italia n. 167 del 19 luglio 1928.

## Riferimenti normativi
- Legge n. 1093 del 16 novembre 1950;
- Decreto del Presidente della Repubblica n. 4553 del 18 dicembre 1952;
- Circolare del Ministero della Pubblica Istruzione n. 39 del 31 gennaio 1996;
- Circolare del Ministero della Pubblica Istruzione n. 183 del 10 maggio 1996;
- Circolare del Ministero della Pubblica Istruzione n. 328 del 27 maggio 1997;
- Circolare del Ministero della Pubblica Istruzione n. 555 del 9 settembre 1997;
- Circolare del Ministero della Pubblica Istruzione n. 194 del 23 aprile 1998.

## Destinatari
Personale direttivo e insegnante delle scuole elementari pubbliche, degli asili e giardini d'infanzia.

## Finalità
Premiare l'opera educativa particolarmente zelante ed efficace svolta a favore dell'istruzione popolare.

## Struttura
L'istruttoria è svolta dalla Direzione generale dell'istruzione elementare del Ministero della pubblica istruzione.
Il conferimento è dato da un Decreto del Presidente della Repubblica, su proposta del Ministro della pubblica istruzione.

## Classi o gradi
La ricompensa ha tre classi: Medaglia d'oro, d'argento e di bronzo, corrispondenti a diplomi di benemerenza di 1ª, 2ª e 3ª classe:
- Medaglia d'oro;
- Medaglia d'argento;
- Medaglia di bronzo.

Dal 1928 al 1950, ogni anno, potevano essere conferiti non più 20 diplomi di benemerenza di 1ª classe (medaglia d'oro), 40 di 2ª classe (medaglia d'argento) e 100 di 3ª classe (medaglia di bronzo).
Il numero dei diplomi previsto per ciascuna classe è stato raddoppiato dall'articolo n. 4 della legge n. 1993 del 16 novembre 1950.
Le medaglie, del diametro di 32 millimetri, hanno nel "recto" il simbolo della Repubblica Italiana e nel "verso" una corona di quercia racchiudente la leggenda "Ai benemeriti della popolare istruzione".